# Haemaphysalis ramachandrai
Haemaphysalis ramachandrai este o specie de căpușe din genul Haemaphysalis, familia Ixodidae, descrisă de Dhanda, Hoogstraal și Bhat în anul 1970. Conform Catalogue of Life specia Haemaphysalis ramachandrai nu are subspecii cunoscute.